# Bolivia en los Juegos Bolivarianos de Playa de Iquique 2016
Bolivia participó en los Juegos Bolivarianos de Playa de Iquique 2016 que tuvieron lugar del 24 de noviembre al 3 de diciembre de 2016 en Iquique, Chile, y fueron la tercera edición de los Juegos Bolivarianos de Playa. Envió a un total de veinte atletas (diez hombres y diez mujeres) quienes compitieron en un total de cuatro deportes. El país no obtuvo ninguna medalla.

## Deportes

### Natación en aguas abiertas
El concurso de la natación en aguas abiertas tuvo tres concursos: el concurso masculino, el concurso femenino y el concurso mixto. Los concursos masculino y femenino tuvieron dos eventos cada uno: el de 5 km y el de 10 km; el concurso mixto tuvo solo un evento de 3 km.

#### Concurso masculino
- Walter Rodrigo Caballero Quilla (eventos: 5 km, 10 km);
- Mauricio Gutiérrez Guzmán (evento: 5 km);
- Zedheir Torrez Villacorta (evento: 10 km).

#### Concurso femenino
- Alondra Xiomara Castillo Velasco (eventos: 5 km, 10 km);
- Cecilia Veronica Gonzales Oblitas (evento: 5 km).

#### Concurso mixto
- la selección de Bolivia.

### Tenis de playa
La competición en tenis de playa se desarrolló en tres concursos: el concurso masculino, el concurso femenino y el concurso mixto. Los concursos masculino y femenino tuvieron dos eventos: el de dobles y el de individual; el concurso mixto solo tuvo el evento de dobles.

#### Concurso masculino
- José Eder Antelo Peña (eventos: dobles, individual);
- Diego Mauricio Camacho (evento: dobles);
- José Alberto Sottocorno Vera (eventos: dobles, individual)

#### Concurso femenino
- María Fernanda Álvarez Terán (evento: individual);
- Patricia Cortés Calatayud (eventos: dobles, individual);
- Lucia María Gutiérrez Zegarra (eventos: dobles, individual).

#### Concurso mixto
- María Fernanda Álvarez Terán,
- José Eder Antelo Peña,
- Diego Mauricio Camacho Cortez,
- Patricia Cortés Calatayud.

### Triatlón
La competición del triatlón tuvo tres torneos: el torneo mixto de relevos, sprint femenino y sprint masculino.

#### Relevos mixto
- Abner Emanuel Ascui Molina,
- Ángela Carol Caballero Peñaloza,
- Luis Fernando Flores Colque,
- Paola Andrea Oroza Rojas.

#### Sprint masculino
- Abner Emanuel Ascui Molina,
- Luis Fernando Flores Colque.

#### Sprint femenino
- Ángela Carol Caballero Peñaloza,
- Paola Andrea Oroza Rojas,
- Carla Patricia Torrez Chamoso,

### Voleibol de playa
El concurso de voleibol de playa tuvo dos eventos: el masculino y el femenino.

#### Concurso masculino
- Rodrigo Santiago Pérez Tapia,
- Andrés Fernando Serrudo Oliva.

#### Concurso femenino
- María Fernanda Canedo Ostojic,
- Melanie Vargas Gonzales.